# هيرمان كريستوفيرسن
هيرمان كريستوفيرسن (بالنرويجية البوكمول: Herman Kristoffersen)‏ هو سياسي نرويجي، ولد في 24 أغسطس 1947. حزبياً، نشط في حزب العمال وRed Electoral Alliance ‏.